# 天津市民政局
天津市民政局是中华人民共和国天津市人民政府贯彻实施国家有关民政工作的方针、政策，拟定全市民政工作的政策、规章和法规，编制民政事业发展规划工作的组成部門。

## 内设机构
- 巡察工作办公室
- 机关党委办公室
- 网络安全和信息化办公室
- 儿童福利处
- 社会组织服务处
- 社会组织监管处
- 社会组织党建处
- 政务服务处
- 审计处
- 人事处（离退休干部处）
- 规划财务处
- 慈善事业促进和社会工作处（志愿服务处）
- 社会事务和福利处
- 养老服务处
- 行政区划处
- 基层政权和社区治理处
- 社会救助处（最低生活保障处）
- 政策法规研究处（执法监督处）
- 办公室[1]

## 直属单位
- 天津市社会福利事业管理处
- 天津市民政局执法监察大队
- 天津天福集团集团有限责任公司
- 天津市低收入家庭经济状况核对中心
- 天津市婚姻收养登记中心
- 天津市福利彩票发行中心
- 天津市安宁医院（天津市安宁福利院）
- 中国天津SOS儿童村
- 天津市社会福利院
- 天津市儿童福利院（天津市民政局残疾儿童康复中心）
- 天津市失智老人康复照料中心（天津市第六老年公寓）
- 天津市肢体残疾康复中心（天津市肢体残疾专科医院、天津市第五老年公寓）
- 天津市听力障碍康复中心（天津市听力障碍专科医院、天津市第三老年公寓）
- 天津市养老院（天津市第二老年公寓、天津市民政局老年病医院）
- 天津市退休职工养老院（天津市第一老年公寓）
- 天津市殡仪墓地事务服务中心（天津寝园、天津憩园）
- 天津市殡仪服务总站
- 天津市第三殡仪馆
- 天津市第二殡仪馆
- 天津市第一殡仪馆
- 天津市殡葬事业管理处
- 天津市救助管理站（天津市未成年救助保护中心）[2]